# Чашзар, Аттила
Аттила Чашзар (венг. Császár Attila; 21 декабря 1958, Тата — 3 мая 2017) — венгерский гребец-байдарочник, выступал за сборную Венгрии по гребле в конце 1970-х — начале 1980-х годов. Двукратный чемпион национального первенства, бронзовый призёр чемпионата мира. Также известен как тренер по гребле на байдарках и каноэ.

## Биография
Аттила Чашзар родился 21 декабря 1958 года в городе Тата медье Комаром-Эстергом. Заниматься греблей начал в возрасте двенадцати лет, проходил подготовку в местном одноимённом спортивном клубе «Тата» под руководством тренера Ласло Хёрёмпёли.
В 1978 году впервые вошёл в основной состав венгерской национальной сборной и выступил на чемпионате мира в Белграде, где финишировал четвёртым в зачёте четырёхместных каноэ на дистанции 500 метров.
Год спустя в двойках на пятистах метрах стартовал на мировом первенстве в Дуйсбурге и стал на сей раз пятым.
В 1981 году Чашзар впервые одержал победу на чемпионате Венгрии, обогнав всех соперников в полукилометровых заездах двоек. При этом на чемпионате мира в Ноттингеме он показал пятый результат в двойках и шестой результат в четвёрках. В следующем сезоне вновь был лучшим в зачёте венгерского национального первенства.
Наибольшего успеха в своей спортивной карьере добился в сезоне 1983 года, когда побывал на мировом первенстве в Тампере и привёз оттуда награду бронзового достоинства, выигранную совместно с такими гребцами как Иштван Имаи, Золтан Лоринцы и Андраш Райна в четвёрках на пятистах метрах — в финале их обошли только экипажи из ГДР и СССР.
Впоследствии Аттила Чашзар оставался действующим спортсменом вплоть до 1985 года, хотя в последнее время уже не показывал сколько-нибудь значимых результатов на международной арене. После завершения спортивной карьеры работал преподавателем и тренером по гребле на байдарках и каноэ в клубе «Ходи», занимал должность вице-президента этого клуба.
Умер 3 мая 2017 года в возрасте 58 лет.